# 社会主义学生阵线

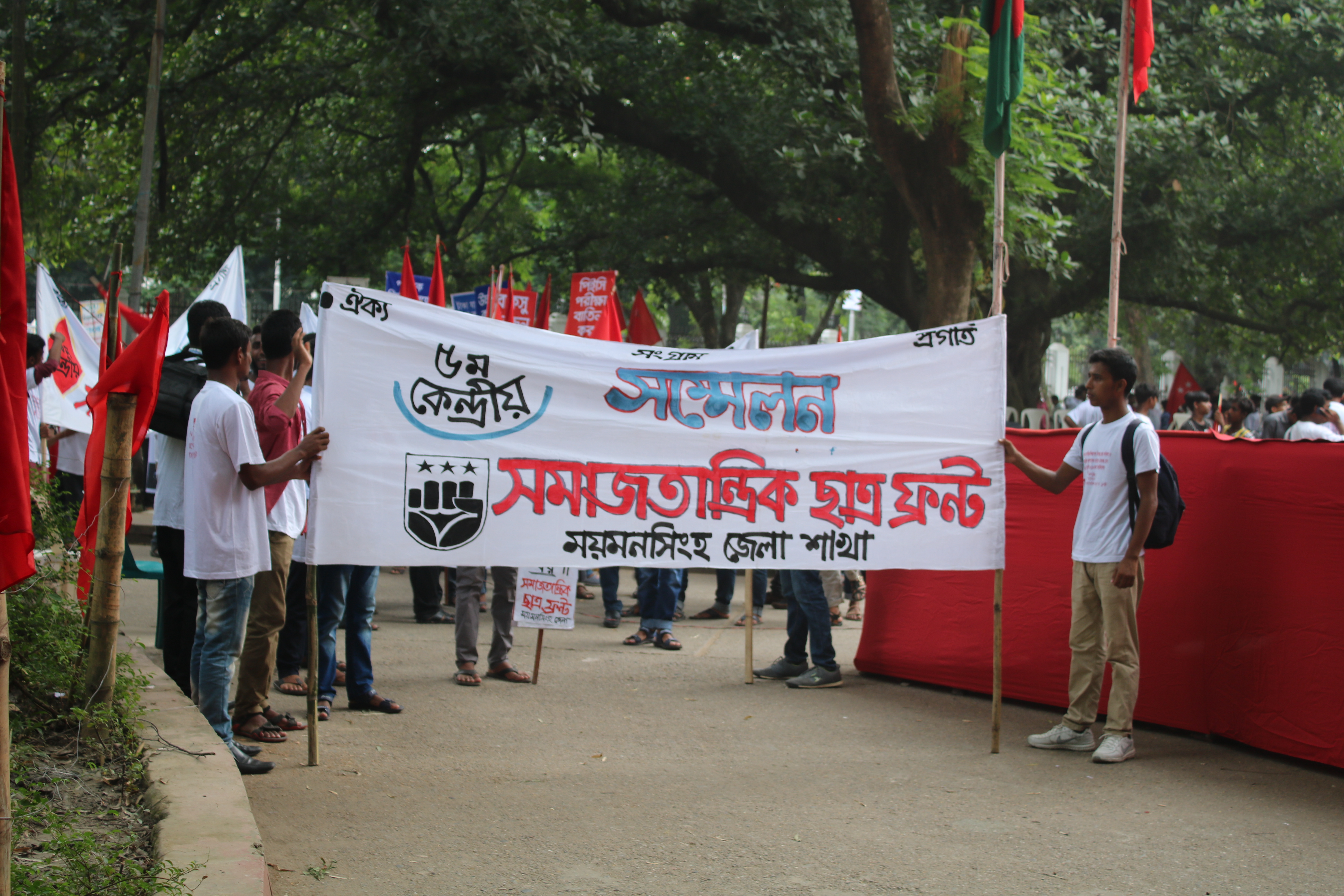
社会主义学生阵线（SSF）是孟加拉国的一个激进革命学生组织。 该组织是该国最大的左翼学生组织之一。

社会主义学生阵线（缩写为SSF）是孟加拉国社会党的学生翼。该组织成立于1984年1月21日。该组织以马克思列宁主义为指导思想。该组织的主席是Al Kaderi Joy，总书记是Nasir Uddin Prince。该组织的总部位于达卡。该组织是世界民主青年联盟和国际学生联合会的成员。